# Lidia Wysocka
Pour les articles homonymes, voir Wysocka.
Lidia Wysocka (24 juin 1916, Rogaczew - 2 janvier 2006 , Varsovie) est une actrice polonaise de théâtre et de cinéma.

## Biographie
Dans les années 1933-36, Lidia Wysocka étudie l'art dramatique à l'Institut national d'art dramatique de Varsovie. Après ses études, elle joue au théâtre Théâtre Polski de Varsovie, finalement au Théâtre Syrena.
Elle a reçu la croix d'officier de l'ordre Polonia Restituta et la croix d'or du Mérite.

## Filmographie
- 1935 : Kochaj tylko mnie
- 1936 : Papa się żeni
- 1938 : Wrzos
- 1938 : Ostatnia brygada
- 1938 : Gehenna
- 1938 : Serce matki
- 1939 : Doktór Murek
- 1939 : Złota Maska
- 1955 : Irena do domu!
- 1955 : Sprawa pilota Maresza
- 1956 : Nikodem Dyzma
- 1960 : Adieu jeunesse (Rozstanie)[1]
- 1973 : Sekret
- 1974 : Zaczarowane podwórko
- 1981 : W obronie własnej